# Commelina platyphylla
Commelina platyphylla là một loài thực vật có hoa trong họ Commelinaceae. Loài này được Klotzsch ex Seub. mô tả khoa học đầu tiên năm 1855.